# Liste der Nummer-eins-Hits in Norwegen (2012)
|        | Nummer-eins-Singles 2012   |                            |                            |        |
| < 2011 | in den norwegischen Charts | in den norwegischen Charts | in den norwegischen Charts | 2013 > |

| Datum Wochen      | Datum Wochen      | Titel / Interpret Autor(en) | Information | Information |
| ----------------- | ----------------- | --- | --- | --- |
| 51/2011 4 Wochen  | 51/2011 4 Wochen  | Levels Avicii Tim Bergling, Ash Pournouri; Leroy Kirkland, Etta James, Pearl Woods                                                               | Erster Nummer-eins-Hit des schwedischen DJs nach seinem Nummer-4-Debüt Seek Bromance; enthält ein Etta-James-Sample (Something's Got a Hold on Me) und wurde selbst für Good Feeling von Flo Rida gesampelt.                                                                                      | Erster Nummer-eins-Hit des schwedischen DJs nach seinem Nummer-4-Debüt Seek Bromance; enthält ein Etta-James-Sample (Something's Got a Hold on Me) und wurde selbst für Good Feeling von Flo Rida gesampelt.                                                                                      |
| 3/2012 1 Woche    | 3/2012 1 Woche    | City Boy Donkeyboy Cato Sundberg, Espen Berg, Kent Sundberg                                                                                      | Die norwegische Popband knüpft damit an die beiden Nummer-eins-Hits aus dem Jahr 2009, besonders an den Superhit Ambitions an. | Die norwegische Popband knüpft damit an die beiden Nummer-eins-Hits aus dem Jahr 2009, besonders an den Superhit Ambitions an. |
| 4/2012 1 Woche    | 4/2012 1 Woche    | Møkkamann Plumbo | Der Flöten-Rocksong der südnorwegischen Folkrockband war im Sommer 2011 bereits auf Platz 8 und eroberte jetzt Platz 1, nachdem er beim Spellemannprisen zum Hit des Jahres gewählt worden war.                                                                                                   | Der Flöten-Rocksong der südnorwegischen Folkrockband war im Sommer 2011 bereits auf Platz 8 und eroberte jetzt Platz 1, nachdem er beim Spellemannprisen zum Hit des Jahres gewählt worden war.                                                                                                   |
| 5/2012 1 Woche    | 5/2012 1 Woche    | Wild Ones Flo Rida Tramar Dillard, Sia Furler | Nach drei Top-Ten-Hits in Folge (plus drei als „Featuring artist“) der erste Nummer-eins-Hit für den US-Rapper. | Nach drei Top-Ten-Hits in Folge (plus drei als „Featuring artist“) der erste Nummer-eins-Hit für den US-Rapper. |
| 6/2012 5 Wochen   | 6/2012 5 Wochen   | Sommerfuggel i vinterland Vinni Halvdan Sivertsen                                                                                                | Nachdem er schon im Duo einen Nummer-eins-Hit hatte, schafft die eine Hälfte der Paperboys dasselbe auch solo; der „Schmetterling im Winterland“ ist ein 25 Jahre altes Lied von Halvdan Sivertsen, das Vinni für die Fernsehsendung Hver gang vi møtes im Beisein des Liedermachers sang.        | Nachdem er schon im Duo einen Nummer-eins-Hit hatte, schafft die eine Hälfte der Paperboys dasselbe auch solo; der „Schmetterling im Winterland“ ist ein 25 Jahre altes Lied von Halvdan Sivertsen, das Vinni für die Fernsehsendung Hver gang vi møtes im Beisein des Liedermachers sang.        |
| 11/2012 2 Wochen  | 11/2012 2 Wochen  | Godmorgen Norge Vinni Øystein Dolmen, Gustav Lorentzen                                                                                           | Vinni löst sich selbst mit einem weiteren Beitrag zur Fernsehsendung Hver gang vi møtes ab, das Original stammt von den Autoren Dolmen und Lorentzen alias Knutsen & Ludvigsen aus dem Jahr 1983.                                                                                                 | Vinni löst sich selbst mit einem weiteren Beitrag zur Fernsehsendung Hver gang vi møtes ab, das Original stammt von den Autoren Dolmen und Lorentzen alias Knutsen & Ludvigsen aus dem Jahr 1983.                                                                                                 |
| 13/2012 8 Wochen  | 13/2012 8 Wochen  | Some Die Young Laleh Laleh Pourkarim | Das Lied spielte eine Rolle in der Berichterstattung über den Gerichtsprozess um die Anschläge in Norwegen 2011, bei denen viele Jugendliche ums Leben kamen; für die iranisch-schwedische Sängerin war es der erste Erfolg im Nachbarland.                                                       | Das Lied spielte eine Rolle in der Berichterstattung über den Gerichtsprozess um die Anschläge in Norwegen 2011, bei denen viele Jugendliche ums Leben kamen; für die iranisch-schwedische Sängerin war es der erste Erfolg im Nachbarland.                                                       |
| 21/2012 1 Woche   | 21/2012 1 Woche   | Whistle Flo Rida David Glass, Tramar Dillard, Marcus Killian                                                                                     | Bereits die zweite Top-Platzierung in einem Jahr für Tramar Dillard alias Flo Rida. | Bereits die zweite Top-Platzierung in einem Jahr für Tramar Dillard alias Flo Rida. |
| 22/2012 6 Wochen  | 22/2012 6 Wochen  | Euphoria Loreen Peter Boström, Thomas Gustafsson                                                                                                 | Nach dem ESC-Sieg stieg die Schwedin nach zehn Chartwochen auch in Norwegen auf Platz 1. | Nach dem ESC-Sieg stieg die Schwedin nach zehn Chartwochen auch in Norwegen auf Platz 1. |
| 28/2012 7 Wochen  | 28/2012 7 Wochen  | Flytta på dej Alina Devecerski Christoffer Wikberg, Alina Devecerski                                                                             | Die erste Top-Platzierung für die schwedische Sängerin. | Die erste Top-Platzierung für die schwedische Sängerin. |
| 35/2012 3 Wochen  | 35/2012 3 Wochen  | I Cry Flo Rida Brenda Russell, Scott Cutler, Jeffrey Hull; Tramar Dillard, Pierre-Antoine Melki, Alex Schwartz, Joe Khajadourian, Raphael Jurdin | Die dritte norwegische Nummer-eins-Platzierung für den US-Rapper, alle in einem Jahr; der Refrain dieses Liedes ist aus Piano in the Dark von Brenda Russell entlehnt. | Die dritte norwegische Nummer-eins-Platzierung für den US-Rapper, alle in einem Jahr; der Refrain dieses Liedes ist aus Piano in the Dark von Brenda Russell entlehnt. |
| 38/2012 1 Woche   | 38/2012 1 Woche   | This Is Love Will.i.am feat. Eva Simons William Adams, Max Martin, Steve Angello, Sebastian Ingrosso, Mike Hamilton, Eva Simons                  | Fünfmal hatte es Will.i.am als mitwirkender Künstler bereits in die norwegischen Charts geschafft, mit den Artists for Haiti auch bis auf Platz 1; seine erste eigene Chartsingle kam mit Unterstützung einer niederländischen Sängerin und schwedischer Produzenten ebenfalls bis an die Spitze. | Fünfmal hatte es Will.i.am als mitwirkender Künstler bereits in die norwegischen Charts geschafft, mit den Artists for Haiti auch bis auf Platz 1; seine erste eigene Chartsingle kam mit Unterstützung einer niederländischen Sängerin und schwedischer Produzenten ebenfalls bis an die Spitze. |
| 39/2012 4 Wochen  | 39/2012 4 Wochen  | Gangnam Style Psy , Yoo Gun Hyung | Der internationale Superhit des Südkoreaners schaffte es in fast allen europäischen Ländern bis ganz nach oben. | Der internationale Superhit des Südkoreaners schaffte es in fast allen europäischen Ländern bis ganz nach oben. |
| 43/2012 11 Wochen | 43/2012 11 Wochen | Diamonds Rihanna Tor Erik Hermansen, Mikkel S. Eriksen, Sia Furler, Benjamin Levin                                                               | Der sechste norwegische Nummer-eins-Hit des Superstars aus Barbados unter Mithilfe des norwegischen Produzententeams Stargate. | Der sechste norwegische Nummer-eins-Hit des Superstars aus Barbados unter Mithilfe des norwegischen Produzententeams Stargate. |

| < 2011 |  |  |  | 2013 > |

|  |

|        | Nummer-eins-Alben 2012     |                            |                            |        |
| < 2011 | in den norwegischen Charts | in den norwegischen Charts | in den norwegischen Charts | 2013 > |

| Datum Wochen          | Datum Wochen          | Titel / Interpret                                                  | Information | Information |
| --------------------- | --------------------- | ------------------------------------------------------------------ | --- | --- |
| 1/2012 4 Wochen (+9)  | 1/2012 4 Wochen (+9)  | 21 Adele                                                           | Das Album des Vorjahres, das von Mai bis September 2011 bereits sieben Mal auf Platz 1 gewesen war, kehrt zu Jahresbeginn 2012 an die Spitze zurück. | Das Album des Vorjahres, das von Mai bis September 2011 bereits sieben Mal auf Platz 1 gewesen war, kehrt zu Jahresbeginn 2012 an die Spitze zurück. |
| 5/2012 3 Wochen       | 5/2012 3 Wochen       | Old Ideas Leonard Cohen                                            | Nach 11 Jahren wieder ein Nummer-eins-Album, das dritte insgesamt; vier Alben dazwischen erreichten die Top Ten. | Nach 11 Jahren wieder ein Nummer-eins-Album, das dritte insgesamt; vier Alben dazwischen erreichten die Top Ten. |
| 8/2012 2 Wochen (+11) | 8/2012 2 Wochen (+11) | 21 Adele                                                           | – | – |
| 10/2012 2 Wochen      | 10/2012 2 Wochen      | Wrecking Ball Bruce Springsteen                                    | Das fünfte Studioalbum in Folge und das elfte Nummer-eins-Album insgesamt für den Boss in Norwegen. | Das fünfte Studioalbum in Folge und das elfte Nummer-eins-Album insgesamt für den Boss in Norwegen. |
| 12/2012 2 Wochen (+1) | 12/2012 2 Wochen (+1) | Hver gang vi møtes Verschiedene Interpreten                        | Das Album zur Fernsehserie Hver gang vi møtes („Jedesmal, wenn wir uns treffen“) mit sieben bekannten norwegischen Musikern, jede Folge war einem von ihnen gewidmet und die anderen sechs interpretierten darin bekannte Lieder von ihm; Vinni brachte es mit zwei dieser Versionen auf Platz 1 der Singlecharts. | Das Album zur Fernsehserie Hver gang vi møtes („Jedesmal, wenn wir uns treffen“) mit sieben bekannten norwegischen Musikern, jede Folge war einem von ihnen gewidmet und die anderen sechs interpretierten darin bekannte Lieder von ihm; Vinni brachte es mit zwei dieser Versionen auf Platz 1 der Singlecharts. |
| 14/2012 2 Wochen      | 14/2012 2 Wochen      | The Silicone Veil Susanne Sundfør                                  | Das zweite Nummer-eins-Album in Folge für die norwegische Singer-Songwriterin. | Das zweite Nummer-eins-Album in Folge für die norwegische Singer-Songwriterin. |
| 16/2012 1 Woche       | 16/2012 1 Woche       | Hver gang vi møtes Verschiedene Interpreten                        | – | – |
| 17/2012 1 Woche       | 17/2012 1 Woche       | Out of My Hands Morten Harket                                      | Bereits das dritte Nummer-eins-Album und das zweite seit dem Ende von a-ha für den norwegischen Popsänger. | Bereits das dritte Nummer-eins-Album und das zweite seit dem Ende von a-ha für den norwegischen Popsänger. |
| 18/2012 2 Wochen      | 18/2012 2 Wochen      | Jag är inte rädd för mörkret Kent                                  | Nach sieben Jahren und drei Alben, mit denen es nicht für ganz oben reichte, schaffte die schwedische Rockband ihr drittes Top-Album im Nachbarland. | Nach sieben Jahren und drei Alben, mit denen es nicht für ganz oben reichte, schaffte die schwedische Rockband ihr drittes Top-Album im Nachbarland. |
| 20/2012 1 Woche       | 20/2012 1 Woche       | Sjung Laleh                                                        | Nachdem das Lied Some Die Young wochenlang auf Platz 1 stand, stieg die Schwedin auch mit dem zugehörigen Album an die Spitze. | Nachdem das Lied Some Die Young wochenlang auf Platz 1 stand, stieg die Schwedin auch mit dem zugehörigen Album an die Spitze. |
| 21/2012 2 Wochen      | 21/2012 2 Wochen      | Ti liv Dum Dum Boys                                                | Die Rockband aus Trondheim hatte damit ihr viertes Nummer-eins-Album in Folge und ihr siebtes Album an der Spitze in der über 25-jährigen Bandgeschichte. | Die Rockband aus Trondheim hatte damit ihr viertes Nummer-eins-Album in Folge und ihr siebtes Album an der Spitze in der über 25-jährigen Bandgeschichte. |
| 23/2012 2 Wochen      | 23/2012 2 Wochen      | The Absence Melody Gardot                                          | Ihr vorheriges internationales Erfolgsalbum My One and Only Thrill erreichte Platz 2 und Platin, mit dem Nachfolger kam die US-amerikanische Jazzpop-Sängerin ganz nach vorne. | Ihr vorheriges internationales Erfolgsalbum My One and Only Thrill erreichte Platz 2 und Platin, mit dem Nachfolger kam die US-amerikanische Jazzpop-Sängerin ganz nach vorne. |
| 25/2012 1 Woche       | 25/2012 1 Woche       | Sexual Harassment Turbonegro                                       | Nachdem die zwei vorherigen Alben auf Platz 2 stehen blieben, hatte die Kult-Punkrocker aus Oslo damit ihren zweiten Charttopper. | Nachdem die zwei vorherigen Alben auf Platz 2 stehen blieben, hatte die Kult-Punkrocker aus Oslo damit ihren zweiten Charttopper. |
| 26/2012 3 Wochen      | 26/2012 3 Wochen      | Believe Justin Bieber                                              | Das Debütalbum My Worlds und ein Weihnachtsalbum waren zuvor auf Platz 3 gelandet, im dritten Anlauf erreicht der US-amerikanische Teenie-Popsänger Platz 1. | Das Debütalbum My Worlds und ein Weihnachtsalbum waren zuvor auf Platz 3 gelandet, im dritten Anlauf erreicht der US-amerikanische Teenie-Popsänger Platz 1. |
| 29/2012 1 Woche       | 29/2012 1 Woche       | Channel Orange Frank Ocean                                         | Der US-amerikanische Hip-Hop-Künstler landet damit sein erstes Nummer-eins-Album in Norwegen. | Der US-amerikanische Hip-Hop-Künstler landet damit sein erstes Nummer-eins-Album in Norwegen. |
| 30/2012 5 Wochen      | 30/2012 5 Wochen      | Born to Die Lana Del Rey                                           | Nach Platz zwei Anfang Februar schafft es die US-amerikanische Sängerin im zweiten Anlauf auf die Spitze der Albumcharts. | Nach Platz zwei Anfang Februar schafft es die US-amerikanische Sängerin im zweiten Anlauf auf die Spitze der Albumcharts. |
| 35/2012 1 Woche       | 35/2012 1 Woche       | Verden på nakken, venner i ryggen Oslo Ess                         | Im Vorjahr erreichte das Debütalbum der Punkrockband aus der norwegischen Hauptstadt Platz 9, Album Nummer zwei schaffte es bis an die Spitze. | Im Vorjahr erreichte das Debütalbum der Punkrockband aus der norwegischen Hauptstadt Platz 9, Album Nummer zwei schaffte es bis an die Spitze. |
| 36/2012 1 Woche       | 36/2012 1 Woche       | Privateering Mark Knopfler                                         | Das sechste Nummer-eins-Album seit 2000 für die schottische Gitarrenlegende. | Das sechste Nummer-eins-Album seit 2000 für die schottische Gitarrenlegende. |
| 37/2012 2 Wochen      | 37/2012 2 Wochen      | Tempest Bob Dylan                                                  | Auch diese Musiklegende ist in Norwegen zum sechsten Mal an der Spitze der Albumcharts, 1968 stieg er erstmals in die seit 1967 bestehenden Charts ein. | Auch diese Musiklegende ist in Norwegen zum sechsten Mal an der Spitze der Albumcharts, 1968 stieg er erstmals in die seit 1967 bestehenden Charts ein. |
| 39/2012 2 Wochen      | 39/2012 2 Wochen      | Kors på halsen, ti kniver i hjertet, mor og far i døden Karpe Diem | Für die norwegischen Rapper ist es das zweite Nummer-eins-Album in Folge. | Für die norwegischen Rapper ist es das zweite Nummer-eins-Album in Folge. |
| 41/2012 1 Woche       | 41/2012 1 Woche       | The 2nd Law Muse                                                   | Auch für die Brit-Rocker ist es das zweite Album in Folge an der norwegischen Chartspitze. | Auch für die Brit-Rocker ist es das zweite Album in Folge an der norwegischen Chartspitze. |
| 42/2012 1 Woche       | 42/2012 1 Woche       | Oppvåkningen Vinni                                                 | Im Frühjahr hatte der ehemalige Paperboy bereits die Singlecharts durcheinandergebracht, sein erstes richtiges Soloalbum folgte zwei Singles auf Platz 1. | Im Frühjahr hatte der ehemalige Paperboy bereits die Singlecharts durcheinandergebracht, sein erstes richtiges Soloalbum folgte zwei Singles auf Platz 1. |
| 43/2012 2 Wochen (+5) | 43/2012 2 Wochen (+5) | Liten fuggel Vamp                                                  | Seit 2005 brachten die norwegischen Folk-Traditionalisten damit fünf Alben in Folge auf Platz 1. | Seit 2005 brachten die norwegischen Folk-Traditionalisten damit fünf Alben in Folge auf Platz 1. |
| 45/2012 1 Woche       | 45/2012 1 Woche       | Violeta Violeta Vol. III Kaizers Orchestra                         | Nicht nur die beiden ersten Teile, sondern jedes Studioalbum der rockenden Norweger erreichte bislang die Spitzenposition. | Nicht nur die beiden ersten Teile, sondern jedes Studioalbum der rockenden Norweger erreichte bislang die Spitzenposition. |
| 46/2012 2 Wochen      | 46/2012 2 Wochen      | Take Me Home One Direction                                         | Die fünf Jungs von den britischen Inseln hatten mit ihrem zweiten Album einen europaweiten Überraschungserfolg, Album Nummer eins war in Norwegen noch auf Platz 9 hängen geblieben. | Die fünf Jungs von den britischen Inseln hatten mit ihrem zweiten Album einen europaweiten Überraschungserfolg, Album Nummer eins war in Norwegen noch auf Platz 9 hängen geblieben. |
| 48/2012 1 Woche       | 48/2012 1 Woche       | Unapologetic Rihanna                                               | Zum vierten Mal nacheinander folgt bei Rihanna der Vorabsingle auch das Album auf Platz 1. | Zum vierten Mal nacheinander folgt bei Rihanna der Vorabsingle auch das Album auf Platz 1. |
| 49/2012 5 Wochen (+2) | 49/2012 5 Wochen (+2) | Liten fuggel Vamp                                                  | – | – |

| < 2011 |  |  |  | 2013 > |
|        |  |  |  |        |